# سانی کیتا
سانی کیتا (هلندی: Sani Kaita؛ زادهٔ ۲ مهٔ ۱۹۸۶) یک بازیکن فوتبال اهل نیجریه است.
وی همچنین در تیم‌های ملی فوتبال نیجریه نیجر بازی کرده‌است.